# Sandro Salvadore
Alessandro Cesare Salvadore dit Sandro Salvadore, né le 29 novembre 1939 à Milan en Lombardie et mort le 4 janvier 2007 à Costigliole d'Asti dans le Piémont, est un joueur international de football italien, qui évoluait au poste de défenseur.

## Biographie

### En club
Salvadore commence le football avec le club de sa ville natale et club formateur du Milan AC, avec qui il reste cinq saisons. Il joue son premier match professionnel lors d'une victoire 1-0 en coupe contre le Simmenthal Monza, le 9 juillet 1958, puis son premier match de Serie A le 21 janvier 1958 lors d'un succès 2-0 sur Triestina.
Il quitte finalement le club lombard avec avoir remporté 2 championnats (1958-59 et 1961-62), et joué 84 matchs (dont 72 en Serie A) pour un seul but inscrit.

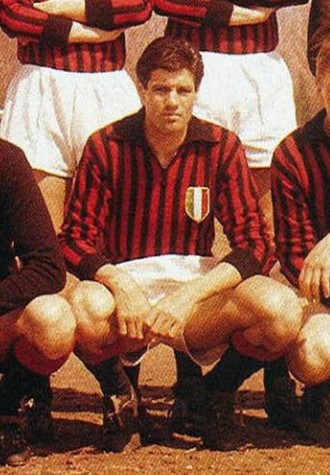
Salvadore avec le Milan AC en 1962

Durant l'été 1962, il rejoint un autre grand club du nord du pays, la Juventus. Dans le Piémont, il dispute sa première rencontre le 9 septembre 1962 lors d'une victoire de coupe 5-2 sur Brescia. Son premier but, lui, vient deux saisons plus tard le 3 juin 1965 lors d'une victoire 3-2 sur l'Atlético Madrid en C3 (inscrivant le but du 3-1 après avoir lui-même inscrit un but contre son camp durant la rencontre). Il devient le nouveau capitaine bianconero à partir de 1970 (prenant le brassard à Ernesto Càstano), et ce jusqu'en 1974, date de sa fin de carrière (il est ensuite remplacé après son départ du club par le jeune talent Claudio Gentile poste pour poste).
Au total, il a remporté en trois cinq « scudetti » (1966-67, 1971-72 et 1972-73) ainsi qu'une Coupe d'Italie avec la Juve (pour 17 buts inscrits en 460 rencontres, dont 15 buts en 331 matchs de championnat).
Il a en tout dans sa carrière joué 403 matchs de Serie A et inscrit 16 buts.

### En sélection

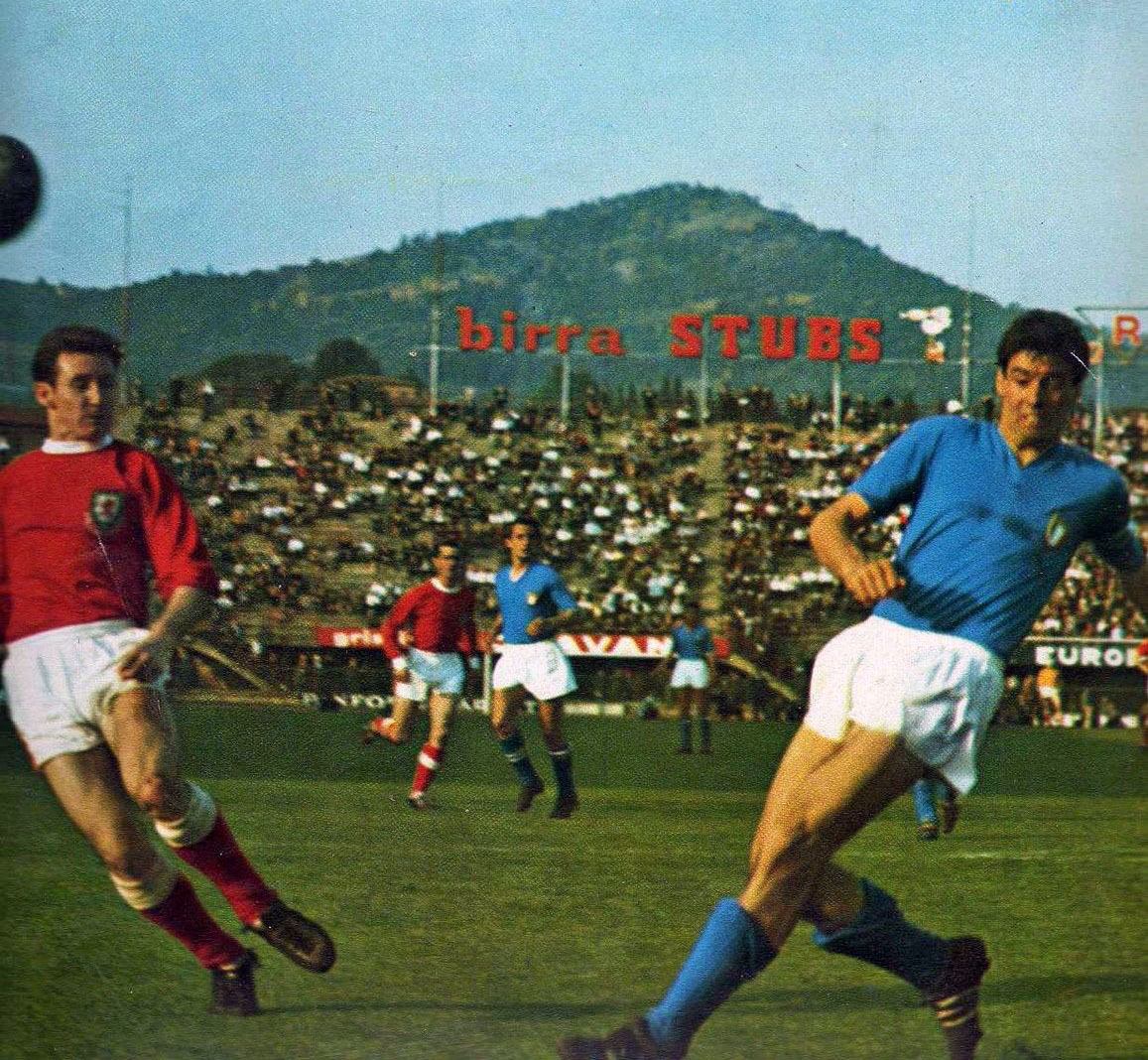
Salvadore (droit) capitaine de l'équipe d'Italie en 1965 à Florence, en action dans un match amical contre le pays de Galles.

Il a été sélectionné à 36 reprises en équipe d'Italie, et participa à la Coupe du monde de 1962 puis à celle de 1966. Il gagna le Championnat d'Europe de football 1968.

### Après carrière
Surnommé Old Billy, Sandro Salvadore prend sa retraite à la fin de la saison de Serie A 1973-1974, son poste ayant alors été pris par Gaetano Scirea. Après une brève période passée à entraîner le centre de formation de la Juventus, il quitte le monde footballistique et se consacre à la conduction d'une société agricole à Asti, devenant un petit producteur vinicole.
Sa dernière apparition publique fut à Turin le 1er novembre 2006 au stadio Olimpico, au cours de la célébration du 109e anniversaire de la Juventus. Il reçut à cette occasion un maillot floqué du numéro 6, personnalisé avec son nom.
Il meurt à 67 ans dans sa maison de Castiglione (quartier d'Asti) dans la nuit du 3 au 4 janvier 2007, d'un arrêt cardiaque.

## Carrière
- 1958-1962 :  Milan AC (72 matchs, 1 but en Serie A)
- 1962-1974 :  Juventus (331 matchs, 15 buts en Serie A)

## Palmarès

### En club
| Milan AC - Championnat d'Italie (2) : - Champion : 1958-59 et 1961-62. - Vice-champion : 1960-61. |  | Juventus - Championnat d'Italie (3) : - Champion : 1966-67, 1971-72 et 1972-73. - Vice-champion : 1962-63 et 1973-74. - Coupe d'Italie (1) : - Vainqueur : 1964-65. - Finaliste : 1972-73. |  | - Coupe des villes de foires : - Finaliste : 1964-65 et 1970-71. - Coupe des clubs champions : - Finaliste : 1972-73. - Coupe intercontinentale : - Finaliste : 1973. |

### En sélection
Italie
- Championnat d'Europe (1) :
  - Vainqueur : 1968.